# Walther PK380

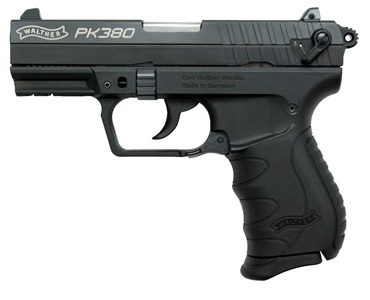
Walther PK380

Le Walther PK380 (pour Pistole Kompakt .380 ACP) est un pistolet semi-automatique de défense personnelle dérivé du Walther P22.

## Fiche technique
- Pays d'origine :  Allemagne
- Matériaux :
  - polymère : carcasse
  - acier : autres éléments
- Fonctionnement : double action avec chien externe
- Visée : fixe
- Canon : 93 mm
- Dimensions : 157x132x31 mm
- Masse de l'arme vide : 552 g
- Capacité maximale : 9 coups de 9mm court

## Sources
- Cibles, numéro de mai 2009